# Céran
 Céran  là một xã thuộc tỉnh Gers trong vùng Occitanie tây nam nước Pháp. Xã này có độ cao trung bình 103 mét trên mực nước biển.
The river Auroue tạo thành một phần ranh giới phía đông thị.